# Astragalus gueruenensis
Astragalus gueruenensis es una especie de planta del género Astragalus, de la familia de las leguminosas, orden Fabales.

## Distribución
Astragalus gueruenensis se distribuye por Turquía.

## Taxonomía
Fue descrita científicamente por Podlech. Fue publicada en Taxon. Rev. Gen. Astragalus L. (Leguminosae) Old World 2: 1290 (2013).